# Altáj vapiti
Az Altáj vapiti (Cervus canadensis sibiricus) az emlősök (Mammalia) osztályának párosujjú patások (Artiodactyla) rendjébe, ezen belül a szarvasfélék (Cervidae) családjába tartozó vapiti (Cervus canadensis) egyik ázsiai alfaja.

## Előfordulása
Az Altáj vapiti az Altáj-hegységben, Mongólia északnyugati területein és Szibéria Bajkál-tó környéki vidékein fordul elő.

## Megjelenése
Az állat nagyon hasonlít az észak-amerikai vapiti alfajokra. A Tien-San vapititól kisebb méretében és világosabb színében különbözik.